# Нонија Целса
Нонија Целса је, према Царским повестима, била римска царица, односно супруга римског цара Макрина који је владао Царством од 217. до 218. године.

## Биографија
Нонија Целса је била мајка Дијадуменијана. Једини доказ њеног постојања је писмо које је Макрин наводно написао након што је постао цар: "Маркин његовој супрузи Нонији Целси. Срећа коју смо постигли је непроцењива". Писмо се може наћи у Дијадуменијановој биографији као део колекције Царских повести. Међутим, без додатних доказа, постојање Ноније Целсе се доводи у сумњу.